# Castel Rocchero
Castel Rocchero (piemontiul: Castel Roché) település Olaszországban, Piemont régióban, Asti megyében. Lakosainak száma 379 fő (2023. január 1.). Castel Rocchero Acqui Terme, Alice Bel Colle, Castel Boglione, Castelletto Molina, Fontanile és Montabone községekkel határos.

## Népesség
A település lakossága az elmúlt években az alábbi módon változott:
| Lakosok száma | 406  | 396  | 379  |
|               | 2017 | 2018 | 2023 |